# Nati nel 1799
| Questa pagina contiene informazioni ricavate automaticamente dalle voci biografiche con l'ausilio del template Bio e di un bot. L'aggiornamento è periodico e automatico e ricostruisce completamente la pagina. Se manca una persona in questa lista, sei pregato di non aggiungerla, ma accertati piuttosto che la sua voce biografica contenga il template Bio e che i dati anagrafici siano correttamente compilati. Se il template Bio manca, inseriscilo tu stesso o, in alternativa, metti l'avviso {{tmp\|Bio}} che ne segnala la mancanza. Se i dati riportati sono sbagliati, correggi direttamente la voce biografica; le modifiche saranno visibili in questa lista entro pochi giorni. Per chiarimenti vedi il progetto biografie. La lista contiene solo le 284 persone che sono citate nell'enciclopedia e per le quali è stato implementato correttamente il template Bio. Pagina aggiornata al 26 lug 2025. |

## Gennaio(18)
- 1º gennaio - Enrico Gonin, pittore e incisore italiano († 1870)
- 1º gennaio - André Jean Baptiste Robineau-Desvoidy, medico e entomologo francese († 1857)
- 1º gennaio - Andrzej Towiański, teosofo polacco († 1878)
- 6 gennaio - Robert Hay, esploratore, antiquario e egittologo scozzese († 1863)
- 6 gennaio - Avdot'ja Il'inična Istomina, ballerina russa († 1848)
- 6 gennaio - Jedediah Smith, esploratore, cartografo e scrittore statunitense († 1831)
- 7 gennaio - Daniel Tyler, generale statunitense († 1882)
- 7 gennaio - François-Adolphe de Bourqueney, diplomatico francese († 1869)
- 10 gennaio - Petrache Poenaru, pedagogo, inventore e ingegnere romeno († 1875)
- 11 gennaio - Victor Rifaut, compositore francese († 1838)
- 13 gennaio - Antoine Laurent Bayle, medico, psichiatra e neurologo francese († 1858)
- 15 gennaio - Giuseppe Rapisardi, pittore italiano († 1853)
- 17 gennaio - Jean-Baptiste Alphonse Dechauffour de Boisduval, medico, entomologo e botanico francese († 1879)
- 23 gennaio - Luigi Negrelli, ingegnere italiano († 1858)
- 26 gennaio - Émile Clapeyron, ingegnere e fisico francese († 1864)
- 27 gennaio - Henri de Caisne, pittore francese († 1852)
- 27 gennaio - Leonzio Massa Saluzzo, magistrato e politico italiano († 1869)
- 31 gennaio - Rodolphe Töpffer, fumettista, illustratore e scrittore svizzero († 1846)

## Febbraio(22)
- 2 febbraio - Teresa Fioroni, pittrice italiana († 1880)
- 3 febbraio - Frederick Currie, I baronetto, diplomatico britannico († 1875)
- 3 febbraio - Omar Ali Saifuddin II, sultano bruneiano († 1852)
- 4 febbraio - Almeida Garrett, scrittore portoghese († 1854)
- 6 febbraio - George Arnott Walker Arnott, botanico scozzese († 1868)
- 6 febbraio - Imre Frivaldszky, botanico, entomologo e biologo ungherese († 1870)
- 8 febbraio - John Lindley, botanico inglese († 1865)
- 11 febbraio - Édouard Cibot, pittore francese († 1877)
- 11 febbraio - Basile Moreau, presbitero francese († 1873)
- 16 febbraio - François Dauverné, trombettista francese († 1874)
- 16 febbraio - Friedrich Heinrich von Kittlitz, botanico e zoologo tedesco († 1874)
- 18 febbraio - Alexis de Chateauneuf, architetto e urbanista tedesco († 1853)
- 19 febbraio - Ferdinand Reich, chimico e fisico tedesco († 1882)
- 23 febbraio - Giovacchino Benini, scrittore e avvocato italiano († 1866)
- 25 febbraio - Théodore Nézel, drammaturgo e librettista francese († 1854)
- 25 febbraio - Démosthène Ollivier, politico francese († 1884)
- 26 febbraio - Saturnino Calderón de la Barca y Collantes, nobile e politico spagnolo († 1864)
- 27 febbraio - Edward Belcher, ammiraglio e esploratore britannico († 1877)
- 27 febbraio - Frederick Catherwood, esploratore, architetto e fotografo inglese († 1854)
- 28 febbraio - Maria Carmela Ascione, religiosa e mistica italiana († 1875)
- 28 febbraio - Ignaz von Döllinger, presbitero, teologo e storico tedesco († 1890)
- 28 febbraio - Alessandro Fasola, militare italiano († 1881)

## Marzo(21)
- 1º marzo - Jonathan Carl Zenker, naturalista e botanico tedesco († 1837)
- 6 marzo - Thomas Witlam Atkinson, architetto e pittore inglese († 1861)
- 7 marzo - František Ladislav Čelakovský, poeta ceco († 1852)
- 7 marzo - Pietro Luchini, pittore italiano († 1883)
- 8 marzo - Simon Cameron, politico statunitense († 1889)
- 13 marzo - Cesare Beccalossi, avvocato e politico italiano († 1868)
- 13 marzo - Pëtr Petrovič Lanskoj, generale russo († 1877)
- 13 marzo - Giacomo Tofano, patriota, politico e giurista italiano († 1870)
- 16 marzo - Anna Atkins, botanica e fotografa inglese († 1871)
- 17 marzo - Antoine Vivenel, imprenditore, architetto e filantropo francese († 1862)
- 17 marzo - Friedrich Zobel, militare austriaco († 1869)
- 19 marzo - William Rutter Dawes, astronomo britannico († 1868)
- 20 marzo - Karl August Nicander, poeta svedese († 1839)
- 22 marzo - Friedrich Wilhelm August Argelander, astronomo tedesco († 1875)
- 22 marzo - Henrik Nikolai Krøyer, zoologo e ittiologo danese († 1870)
- 23 marzo - Carlo Rodi, militare italiano († 1862)
- 27 marzo - Alessandro La Marmora, generale e patriota italiano († 1855)
- 28 marzo - Karl Adolph von Basedow, medico tedesco († 1854)
- 28 marzo - Theodor Friedrich Klitsche de la Grange, militare prussiano († 1868)
- 29 marzo - Edward Smith-Stanley, XIV conte di Derby, politico inglese († 1869)
- 30 marzo - Berndt Godenhjelm, pittore finlandese († 1881)

## Aprile(18)
- 2 aprile - François Victor Masséna, nobile e ornitologo francese († 1863)
- 2 aprile - Charles Yorke, IV conte di Hardwicke, ammiraglio e politico inglese († 1873)
- 3 aprile - Massimiliano Quilici, compositore italiano († 1889)
- 4 aprile - Vincenzo Florio, politico e imprenditore italiano († 1868)
- 5 aprile - Vincenzo Fioravanti, compositore italiano († 1877)
- 11 aprile - Pietro Forti, vescovo cattolico italiano († 1854)
- 12 aprile - Niccola Clarelli Paracciani, cardinale e vescovo cattolico italiano († 1872)
- 12 aprile - Henri Druey, avvocato, filosofo e politico svizzero († 1855)
- 13 aprile - Ludwig Rellstab, poeta e critico musicale tedesco († 1860)
- 15 aprile - Claude Bastian, politico francese († 1872)
- 15 aprile - Matteo de Augustinis, avvocato e economista italiano († 1845)
- 16 aprile - Luigi Marchesi, scultore italiano († 1874)
- 17 aprile - Eliza Acton, cuoca e poetessa britannica († 1859)
- 18 aprile - John Young Mason, politico e diplomatico statunitense († 1859)
- 19 aprile - Cesare Leopoldo Bixio, politico italiano († 1863)
- 19 aprile - Andrea Merini, presbitero e politico italiano († 1867)
- 23 aprile - Giuseppe Nicoletti, politico italiano († 1872)
- 28 aprile - Luigi Tinelli, patriota, imprenditore e diplomatico italiano († 1872)

## Maggio(19)
- 1º maggio - Giacomo Bernardi, vescovo cattolico italiano († 1871)
- 2 maggio - George Pratt, II marchese di Camden, nobile e politico inglese († 1866)
- 4 maggio - Zanobi Pasqui, magistrato e politico italiano († 1884)
- 5 maggio - Giovanni Querini Stampalia, imprenditore e filantropo italiano († 1869)
- 7 maggio - Michelangelo Pieramico, vescovo cattolico italiano († 1862)
- 9 maggio - Olympe Pélissier, modella francese († 1878)
- 9 maggio - Philipp von Stadion und Thannhausen, generale austriaco († 1868)
- 12 maggio - William Gossage, chimico inglese († 1877)
- 13 maggio - Vincenzo Barnaba Zambelli, politico italiano († 1862)
- 16 maggio - Ebenezer Emmons, geologo e botanico statunitense († 1863)
- 16 maggio - Michele de Gemmis, magistrato e scrittore italiano († 1871)
- 20 maggio - Honoré de Balzac, scrittore, drammaturgo e critico letterario francese († 1850)
- 20 maggio - Raffaele Ginnari, patriota italiano († 1865)
- 21 maggio - Mary Anning, paleontologa britannica († 1847)
- 23 maggio - Thomas Hood, poeta e umorista inglese († 1845)
- 24 maggio - Alessandro Bottone di San Giuseppe, politico italiano († 1858)
- 26 maggio - August Kopisch, pittore e poeta tedesco († 1853)
- 27 maggio - Fromental Halévy, compositore francese († 1862)
- 28 maggio - Giovanni Adolfo II di Schwarzenberg, nobile e imprenditore boemo († 1888)

## Giugno(22)
- 3 giugno - Elisabetta Fiorini Mazzanti, botanica e scrittrice italiana († 1879)
- 5 giugno - Charles Ellis, VI barone Howard de Walden, nobile, diplomatico e politico inglese († 1868)
- 6 giugno - Aleksandr Sergeevič Puškin, poeta, saggista e scrittore russo († 1837)
- 7 giugno - Ludwig von Sayn-Wittgenstein-Berlenburg, nobile russo († 1866)
- 7 giugno - Henry-Bonaventure Monnier, drammaturgo, illustratore e attore teatrale francese († 1877)
- 8 giugno - William M. Meredith, avvocato e politico statunitense († 1873)
- 10 giugno - Niccolò Puccini, filantropo e mecenate italiano († 1852)
- 12 giugno - Josiah Harlan, avventuriero statunitense († 1871)
- 13 giugno - George Keppel, VI conte di Albemarle, nobile, ufficiale e politico inglese († 1891)
- 13 giugno - Franz Wilhelm Lippich, medico slovacco († 1845)
- 15 giugno - Luigi Natoli, arcivescovo cattolico italiano († 1875)
- 17 giugno - Pierre Thuillier, pittore francese († 1858)
- 18 giugno - William Lassell, astronomo e ottico inglese († 1880)
- 18 giugno - Prosper Menière, medico e scienziato francese († 1862)
- 19 giugno - Juan José Flores, politico venezuelano († 1864)
- 23 giugno - Giuseppe Bartolomeo Stoffella della Croce, archeologo e storico austriaco († 1833)
- 24 giugno - Pietro Marrelli, patriota italiano († 1871)
- 25 giugno - David Douglas, botanico scozzese († 1834)
- 28 giugno - Anton Friedrich Ludwig Pelt, teologo tedesco († 1861)
- 28 giugno - Amalia di Württemberg, principessa tedesca († 1848)
- 29 giugno - François-Auguste Biard, pittore e viaggiatore francese († 1882)
- 29 giugno - Joseph Pelloux, politico italiano († 1866)

## Luglio(15)
- 3 luglio - Placido Mandanici, compositore italiano († 1852)
- 4 luglio - Oscar I di Svezia, sovrano francese († 1859)
- 9 luglio - George Montagu, VI duca di Manchester, politico inglese († 1855)
- 12 luglio - Carlo Leopardi, nobiluomo italiano († 1878)
- 12 luglio - Friedrich Eduard Schulz, filosofo e orientalista tedesco († 1829)
- 14 luglio - Tommaso Giuseppe Luigi Girod, magistrato e politico italiano († 1866)
- 15 luglio - Reuben Chapman, politico statunitense († 1882)
- 16 luglio - Michael Thomas Bass, politico e imprenditore britannico († 1884)
- 16 luglio - James Graham, IV duca di Montrose, politico scozzese († 1874)
- 21 luglio - Fëdor Fëdorovič Matjuškin, navigatore, esploratore e ammiraglio russo († 1872)
- 21 luglio - Fortunato Prandi, imprenditore e politico italiano († 1868)
- 21 luglio - Sebastiano Purgotti, chimico, matematico e filosofo italiano († 1879)
- 22 luglio - Pauline Marie Jaricot, religiosa francese († 1862)
- 26 luglio - Isaac Babbitt, inventore statunitense († 1862)
- 27 luglio - Tommaso Locatelli, giornalista e editore italiano († 1868)

## Agosto(26)
- 1º agosto - Contessa di Ségur, scrittrice russa († 1874)
- 1º agosto - Michael Joseph François Scheidweiler, botanico belga († 1861)
- 2 agosto - Mariano Gómez, presbitero, scrittore e educatore filippino († 1872)
- 2 agosto - Carl Ludwig Philipp Zeyher, botanico e entomologo danese († 1858)
- 6 agosto - Pietro Bernardini, architetto italiano († 1865)
- 8 agosto - Nathaniel Palmer, navigatore e esploratore statunitense († 1877)
- 10 agosto - Lorenzo Doveri, architetto italiano († 1866)
- 10 agosto - Marcello Gianotti, generale e politico italiano († 1868)
- 10 agosto - Samuel Dickinson Hubbard, politico statunitense († 1855)
- 11 agosto - Pietro Bosso, politico italiano († 1857)
- 12 agosto - Charles Landseer, pittore inglese († 1893)
- 13 agosto - Cesare Alfieri di Sostegno, politico e diplomatico italiano († 1869)
- 15 agosto - Theodor Wilhelm Achtermann, scultore tedesco († 1884)
- 15 agosto - Marie Roch Louis Reybaud, politico francese († 1879)
- 17 agosto - Richard Laming, chirurgo, filosofo e inventore britannico († 1879)
- 17 agosto - Robert von Mohl, politologo tedesco († 1875)
- 17 agosto - Barbu Dimitrie Știrbei, nobile rumeno († 1869)
- 18 agosto - Paulin Talabot, imprenditore francese († 1885)
- 19 agosto - Maria Luisa Prosperi, religiosa italiana († 1847)
- 20 agosto - James Prinsep, numismatico, orientalista e chimico inglese († 1840)
- 26 agosto - Giovanni Battista Giuseppe Albrizzi, nobile italiano († 1860)
- 29 agosto - Anastasio Cocco, scienziato italiano († 1854)
- 29 agosto - Giovanni de Foresta, magistrato, avvocato e politico italiano († 1872)
- 30 agosto - Rosa Taddei, attrice teatrale e poetessa italiana († 1869)
- 31 agosto - Jean-François-Marie Cart, vescovo cattolico francese († 1855)
- 31 agosto - Giovanni Battista Rocci, notaio italiano († 1872)

## Settembre(16)
- 3 settembre - Federico Annibale di Thurn und Taxis, nobile e militare boemo († 1857)
- 6 settembre - Johan Magnus Almqvist, teologo svedese († 1873)
- 8 settembre - Carlo d'Arco, storico dell'arte, pittore e storico italiano († 1872)
- 8 settembre - José María Córdova, generale colombiano († 1829)
- 9 settembre - Alvise Francesco Mocenigo, politico e imprenditore italiano († 1884)
- 10 settembre - Friedrich August von Ammon, oculista e chirurgo tedesco († 1861)
- 10 settembre - Wilhelm Baum, chirurgo tedesco († 1883)
- 11 settembre - Giuseppe Persiani, compositore italiano († 1869)
- 17 settembre - Maria di Württemberg, principessa tedesca († 1860)
- 18 settembre - Terenzio Mamiani, filosofo, politico e scrittore italiano († 1885)
- 19 settembre - Antonio Nomis di Pollone, funzionario e politico italiano († 1866)
- 20 settembre - Edward Calvert, pittore, disegnatore e incisore inglese († 1883)
- 23 settembre - Charles Amyot, giurista e entomologo francese († 1866)
- 23 settembre - Federico Augusto di Anhalt-Dessau, principe tedesco († 1864)
- 25 settembre - Lionardo Vigo Calanna, poeta, filologo e politico italiano († 1879)
- 27 settembre - Carl Wilhelm Götzloff, pittore tedesco († 1866)

## Ottobre(25)
- 1º ottobre - John Brown Russwurm, giornalista e editore giamaicano († 1851)
- 4 ottobre - Vincent Priessnitz, medico ceco († 1851)
- 5 ottobre - Karl Bernhardi, bibliotecario e linguista tedesco († 1874)
- 6 ottobre - Agostino Castelli, militare italiano († 1848)
- 7 ottobre - Mills Darden, statunitense († 1857)
- 7 ottobre - Carlo Rocco, matematico italiano († 1849)
- 8 ottobre - Philarète Chasles, critico letterario, giornalista e traduttore francese († 1873)
- 10 ottobre - Johann Jakob Christian Donner, filologo classico e traduttore tedesco († 1875)
- 11 ottobre - Paula Montal Fornés, religiosa e educatrice spagnola († 1889)
- 12 ottobre - Félix Édouard Guérin-Méneville, biologo e entomologo francese († 1874)
- 13 ottobre - Louis Marie Quicherat, latinista, lessicografo e musicologo francese († 1884)
- 15 ottobre - Archibald Mosman, imprenditore scozzese († 1863)
- 17 ottobre - Anna Zofia Sapieha, nobildonna polacca († 1864)
- 18 ottobre - James Holland, pittore inglese († 1870)
- 18 ottobre - Christian Friedrich Schönbein, chimico tedesco († 1868)
- 20 ottobre - Christiaan Julius Lodewijk Portman, pittore e fotografo olandese († 1867)
- 21 ottobre - Edoardo Crotti di Costigliole, politico italiano († 1870)
- 23 ottobre - Carlo Nicolis di Robilant, militare italiano († 1871)
- 24 ottobre - Sansone Valobra, chimico italiano († 1883)
- 27 ottobre - Cospatrick Douglas-Home, XI conte di Home, politico scozzese († 1881)
- 28 ottobre - Gabriel de Lurieu, drammaturgo e librettista francese († 1889)
- 29 ottobre - Franz de Paula von Colloredo-Wallsee, diplomatico e nobile austriaco († 1859)
- 30 ottobre - Luisa di Anhalt-Bernburg, nobile († 1882)
- 30 ottobre - Ignace Bourget, arcivescovo cattolico canadese († 1885)
- 30 ottobre - Giuseppe Maria Rizzolati, missionario e vescovo cattolico italiano († 1862)

## Novembre(16)
- 1º novembre - Gabriel Taborin, religioso francese († 1864)
- 2 novembre - Titian Peale, artista, naturalista e entomologo statunitense († 1885)
- 5 novembre - James Duane Doty, politico statunitense († 1865)
- 7 novembre - Jules-Henri Vernoy de Saint-Georges, librettista francese († 1875)
- 9 novembre - Gustavo di Vasa, principe svedese († 1877)
- 9 novembre - Luigi Sanvitale, politico e filantropo italiano († 1876)
- 11 novembre - Teresa Borri, nobildonna italiana († 1861)
- 14 novembre - Édouard Boilly, compositore francese († 1854)
- 14 novembre - Antonio Boldini, pittore italiano († 1872)
- 14 novembre - Alessandro Filippa, militare italiano († 1871)
- 15 novembre - Jean-François Tielemans, politico belga († 1887)
- 15 novembre - Maria Anna Carolina di Sassonia, sovrana italiana († 1832)
- 21 novembre - Giuseppe Dabormida, generale e politico italiano († 1869)
- 21 novembre - Alessandro Gonzaga, principe di Castiglione, militare e letterato tedesco († 1850)
- 25 novembre - Aurelio Bianchi-Giovini, pubblicista, politico e saggista italiano († 1862)
- 29 novembre - Amos Bronson Alcott, educatore, insegnante e filosofo statunitense († 1888)

## Dicembre(22)
- 4 dicembre - Giuseppe Pardini, architetto italiano († 1884)
- 4 dicembre - Giovenale Vegezzi Ruscalla, politico italiano († 1885)
- 5 dicembre - Carlo Cavalli, politico italiano († 1860)
- 5 dicembre - Auguste Hussenot, pittore e decoratore francese († 1885)
- 5 dicembre - Joshua Lanier Martin, politico statunitense († 1856)
- 9 dicembre - Frederick FitzClarence, nobile e ufficiale inglese († 1854)
- 10 dicembre - Claudio Seyssel d'Aix e Sommariva, generale italiano († 1862)
- 11 dicembre - Giovanni Battista Bertini, vetraio e restauratore italiano († 1849)
- 11 dicembre - George Spencer, nobile e vescovo anglicano britannico († 1866)
- 17 dicembre - Gottlieb August Wilhelm Herrich-Schäffer, entomologo, botanico e medico tedesco († 1874)
- 17 dicembre - Antoine Joseph Jobert de Lamballe, chirurgo francese († 1867)
- 19 dicembre - Joseph Crétin, vescovo cattolico francese († 1857)
- 21 dicembre - David Don, botanico scozzese († 1841)
- 22 dicembre - Carlo II di Parma, sovrano († 1883)
- 23 dicembre - Antonio Boggia, serial killer italiano († 1862)
- 23 dicembre - Karl Pavlovič Brjullov, pittore russo († 1852)
- 25 dicembre - Manuel Bulnes, generale e politico cileno († 1866)
- 25 dicembre - August Riedel, pittore tedesco († 1883)
- 27 dicembre - Carl Friedrich Flemming, psichiatra tedesco († 1880)
- 29 dicembre - Emmanuel Le Maout, naturalista e ornitologo francese († 1877)
- 30 dicembre - Carlo Berti Pichat, politico e agronomo italiano († 1878)
- 30 dicembre - Thomas Egerton, II conte di Wilton, nobile e politico inglese († 1882)

## Senza giorno specificato(44)
- Agostino Ademollo, avvocato, scrittore e storico italiano († 1841)
- Nils Almlöf, attore teatrale svedese († 1875)
- Andrea Alverà, medico, storico dell'arte e linguista italiano († 1845)
- William Baring, II barone Ashburton, politico britannico († 1864)
- Joachim Barrande, geologo e paleontologo francese († 1883)
- Giovanni Barsotti, matematico italiano († 1870)
- Sebastiano Bedolo, patriota italiano († 1877)
- Giuseppe Bignami, poeta italiano († 1873)
- Felice Bizzozero, italiano († 1877)
- René Caillié, esploratore francese († 1838)
- Gennaro Calì, scultore e pittore italiano († 1877)
- Francesco Cattaneo, politico italiano († 1873)
- Clemente I Bahous, vescovo cattolico e patriarca cattolico ottomano († 1882)
- Dred Scott, attivista statunitense († 1858)
- Claire Démar, attivista francese († 1833)
- Serafín Estébanez Calderón, poeta spagnolo († 1867)
- George Finlay, storico scozzese († 1875)
- Thomas Fitzpatrick, esploratore statunitense († 1854)
- Teresa Gamba Guiccioli, nobile e scrittrice italiana († 1873)
- Camille-Christophe Gerono, matematico francese († 1891)
- Gaetano Gherardi, architetto italiano († 1891)
- Mordecai Ghirondi, rabbino e scrittore italiano († 1852)
- Tommaso Giardino, patriota italiano
- Joseph Gillot, imprenditore inglese († 1873)
- Francesco Grazzi, fantino italiano († 1843)
- Frank Hall Standish, letterato britannico († 1840)
- Hanaya Yohei, cuoco giapponese († 1858)
- Giovanni Battista Josti, ingegnere e politico italiano († 1853)
- Francesco Maria Lanci, architetto italiano († 1875)
- Pierre-Étienne-Denis Leduc, scrittore e viaggiatore francese
- Sergej Grigor'evič Lomonosov, politico e diplomatico russo († 1857)
- Jean-Laurent Martinet, politico italiano († 1858)
- Lorenzo Papanti, coreografo italiano († 1873)
- Ramacharaka, filosofo indiano
- Jeremiah N. Reynolds, esploratore, saggista e docente statunitense († 1858)
- Antonio Rutili Gentili, ingegnere, politico e sismologo italiano († 1850)
- Maria Ann Smith, agricoltrice australiana († 1870)
- James Syme, chirurgo scozzese († 1870)
- Angelo Targhini e Leonida Montanari, patriota italiano († 1825)
- Tej Singh, militare indiano († 1862)
- Dorothea Tieck, traduttrice tedesca († 1841)
- Giuseppe Maria Tron, ambasciatore e banchiere italiano
- George Harvey Vachell, botanico britannico († 1839)
- Yang Luchan, artista marziale cinese († 1872)